# Huracán Valencia CF
Huracán Valencia Club de Fútbol war ein Fußballverein aus der spanischen Stadt Torrent, Valencia.
Der 2011 gegründete Verein spielte in der Gruppe 3 der Segunda División B, der dritthöchsten Liga des Landes und löste sich Ende 2015 auf.

## Geschichte
Im Juni 2011 wurde Huracán Valencia gegründet und übernahm den Platz von Torrellano Illice CF in der Tercera División. Am 18. Juli 2011 wurde ein Platz in der Segunda División B frei und die Rojiblanca konnten diesen übernehmen. Die ersten drei Spielzeiten trug die Mannschaft ihre Heimspiele im Stadion Polideportivo Municipal de Manises in Manises aus. Zur Saison 2013/2014 wechselte man nach Torrent.
In ihren ersten beiden Spielzeiten schaffte es die Mannschaft in die Relegation um einen Aufstiegsplatz zur Segunda División. schied dort aber in der ersten Runde und ein Jahr später in der dritten Runde aus. In der Saison 2014/15 schaffte es die Mannschaft erneut in die Relegation.
Im Dezember 2015 wurde der Verein wegen Zahlungsrückständen aus der Liga ausgeschlossen und löste sich auf.

## Stadion
- Polideportivo Municipal de Manises; Manises (2011–2013)
- Estadio San Gregorio; Torrent (2013–2015)

## Saisonstatistik
| Saison  | Liga | Platz                         | Copa del Rey       |
| ------- | ---- | ----------------------------- | ------------------ |
| 2011/12 | 2ªB  | 3. Platz; Relegation 1. Runde |                    |
| 2012/13 | 2ªB  | 2. Platz; Relegation 3. Runde | 3. Runde           |
| 2013/14 | 2ªB  | 9. Platz                      | 1. Runde           |
| 2014/15 | 2ªB  | 2. Platz; Relegation 3. Runde | nicht qualifiziert |
| 2015/16 | 2ªB  | nicht beendet                 | 3. Runde           |